# Luftfjädring

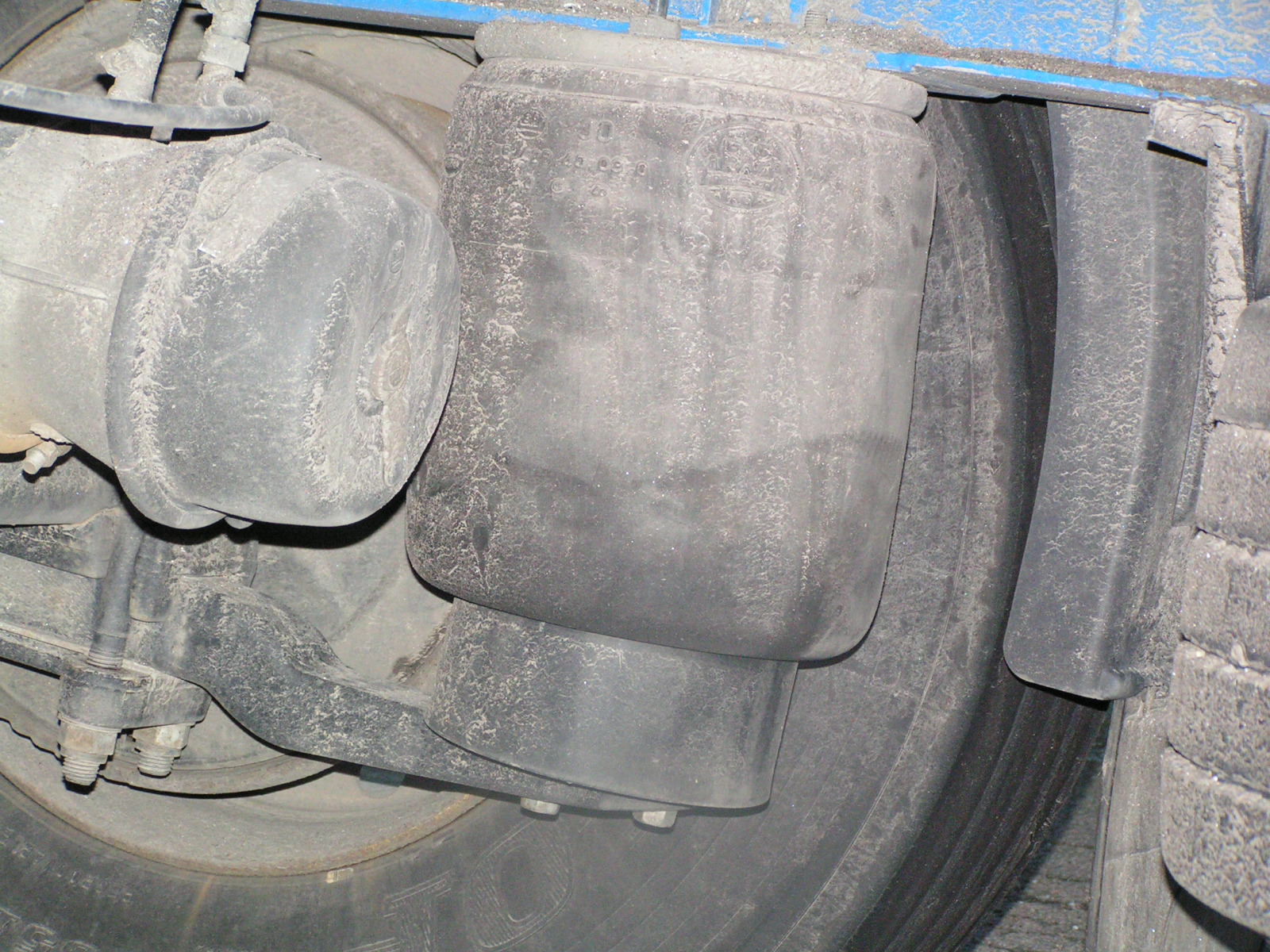
Luftfjäderbälg på en semitrailer.

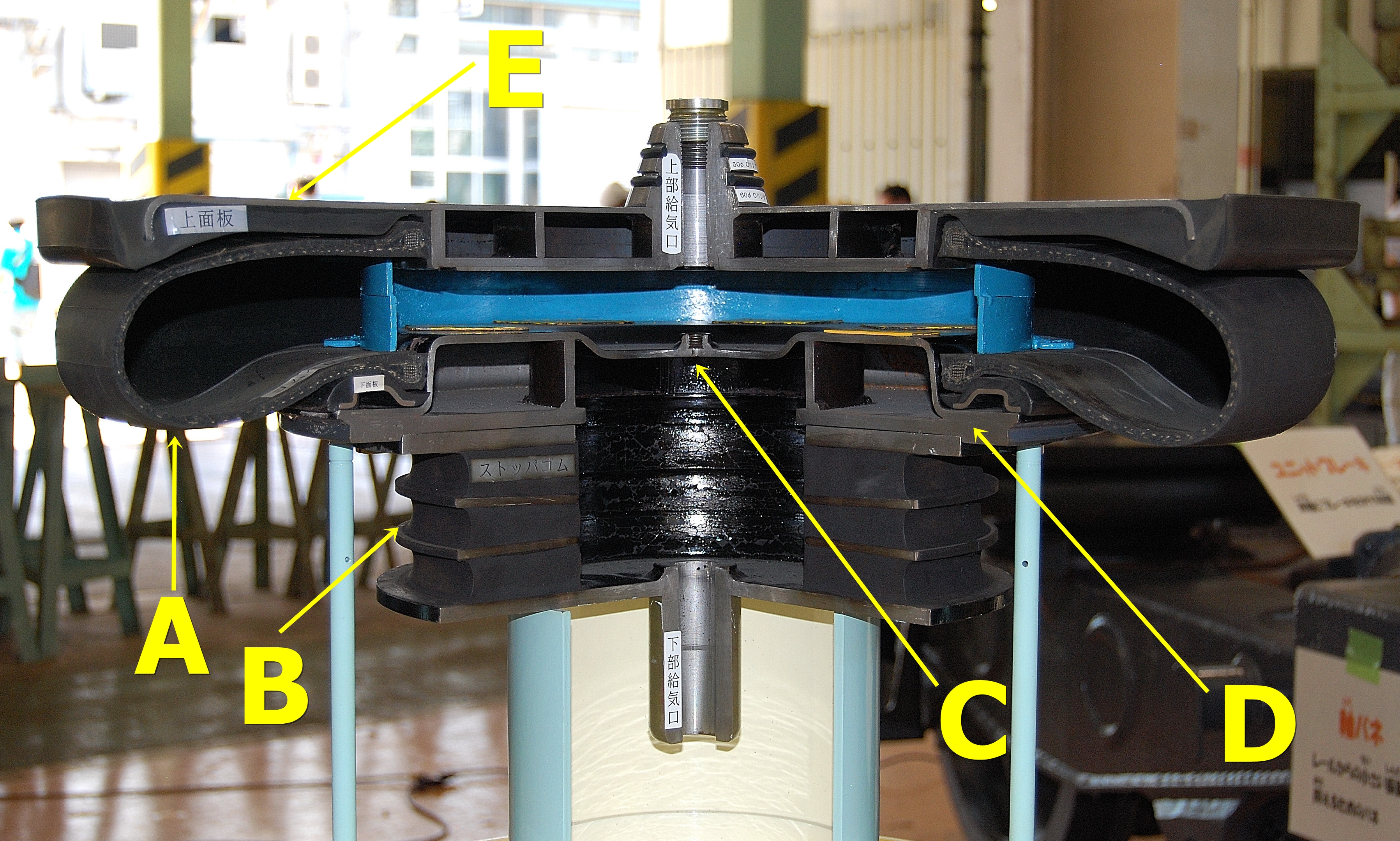
Fjäderelement i genomskärning där A pekar på den uppblåsbara luftbälgen.

Luftfjädring är ett fjädringssystem som använder kompression av gas, här i form av tryckluft, för fjädringsrörelsen. Fjäderelementen består av luftbälgar som fylls med luft av en kompressor, som oftast drivs av fordonets motor.
Fördelar med luftfjädring framför konventionella stålfjädrar är bekväm åkkomfort och kontinuerligt variabel nivåreglering. Via kontrollventiler regleras trycket i luftbälgarna beroende på belastning.

## Personbilar
Luftfjädring infördes på Cadillac Eldorado Brougham modellåret 1957. Systemet erbjöds sedan som extrautrustning på flera andra amerikanska bilmärken i slutet av 1950-talet, men problem med tillförlitligheten gjorde att systemet snabbt försvann igen. Luftfjädring användes även på tyska lyxbilar, såsom Borgward P100, Mercedes-Benz 300 SEL och Mercedes-Benz 600 på 1960-talet. Komplexiteten och den höga tillverkningskostnaden, i kombination med utvecklingen av allt bättre konventionella fjädringssystem gjorde att luftfjädringen aldrig slog igenom för användning på vanliga vardagsbilar. 
Luftfjädringen återkom i slutet av 1990-talet som extrautrustning till Mercedes-Benz S-Klass. Numera erbjuder de flesta premiummärkena fjädringssystemet till sina bilmodeller.

## Lastbilar, bussar

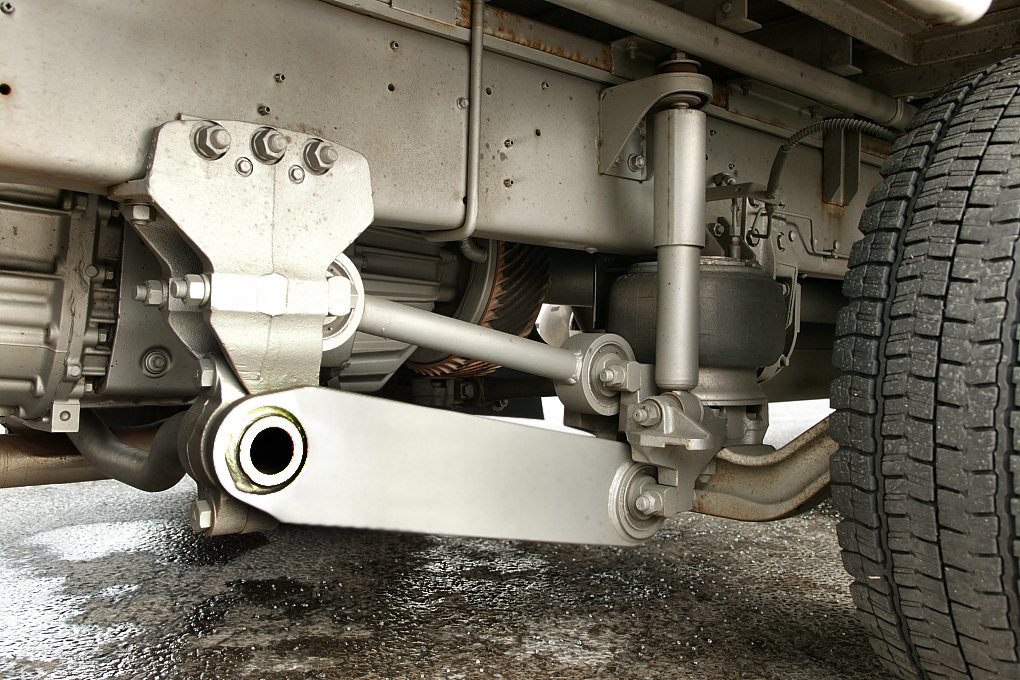
Luftfjädring på en lastbil.

Luftfjädring används även på tunga fordon. Genom att kontinuerligt anpassa fjädringen efter lastvikten på en lastbil förbättras både komforten för föraren och belastningen på körbanan.
På moderna bussar används luftfjädringen ofta för att reglera höjden mellan bussens golv och busshållplatsen vid på- och avstigning. 

## Spårfordon

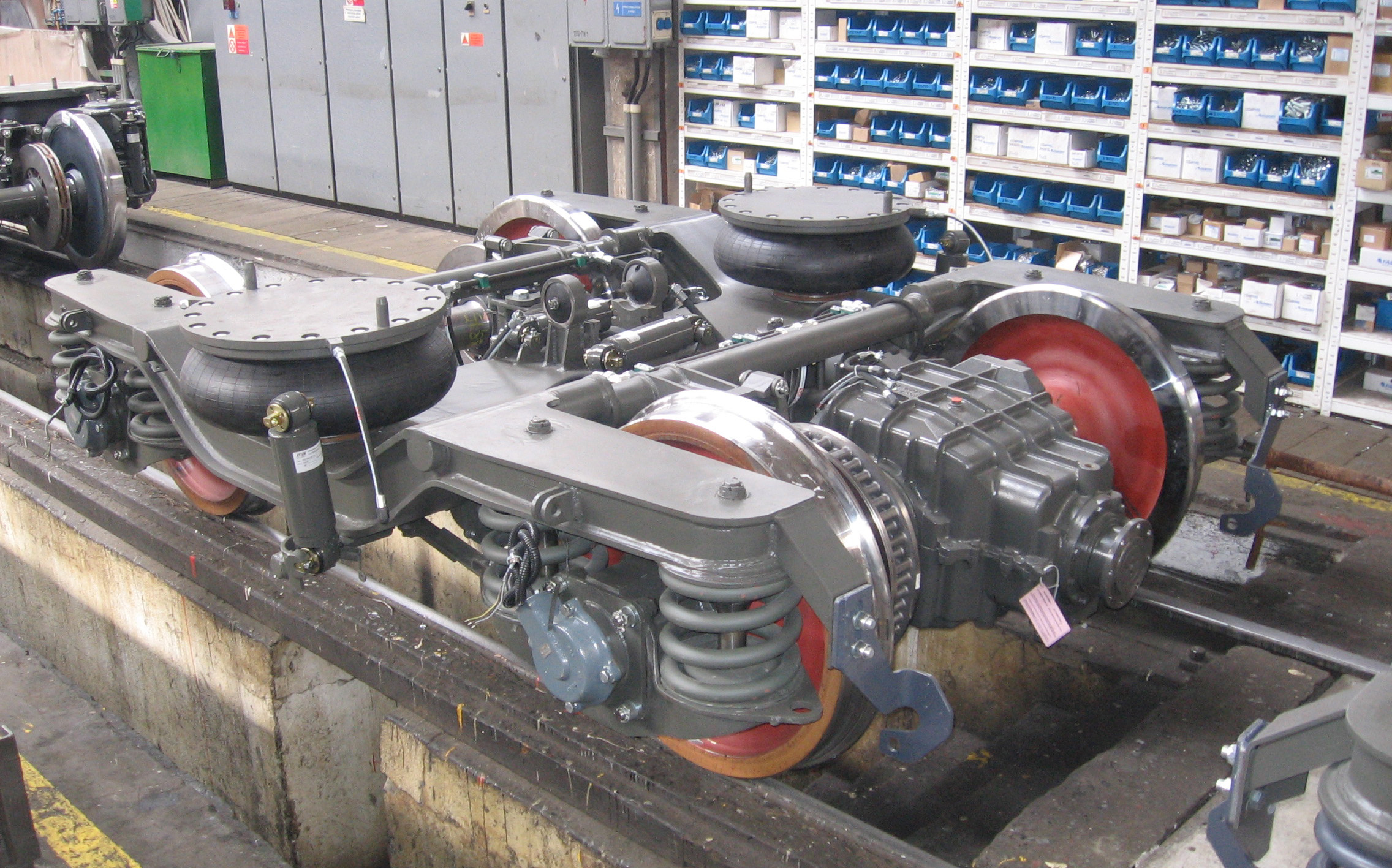
Motorvagnsboggi där axlarna fjädras mot ramverket med skruvfjädrar, medan boggin fjädras mot vagnskorgen med de två svarta luftbälgarna.

Moderna tåg och spårvagnar är oftast utrustade med luftfjädring mellan boggin och vagnskorgen. Den används för att förbättra åkkomforten samt för automatisk nivåreglering. Det innebär bland annat att persontågens golv hålls i nivå med järnvägsstationens plattformar vid på- och avstigning.